# Vorfahrt (Architektur)

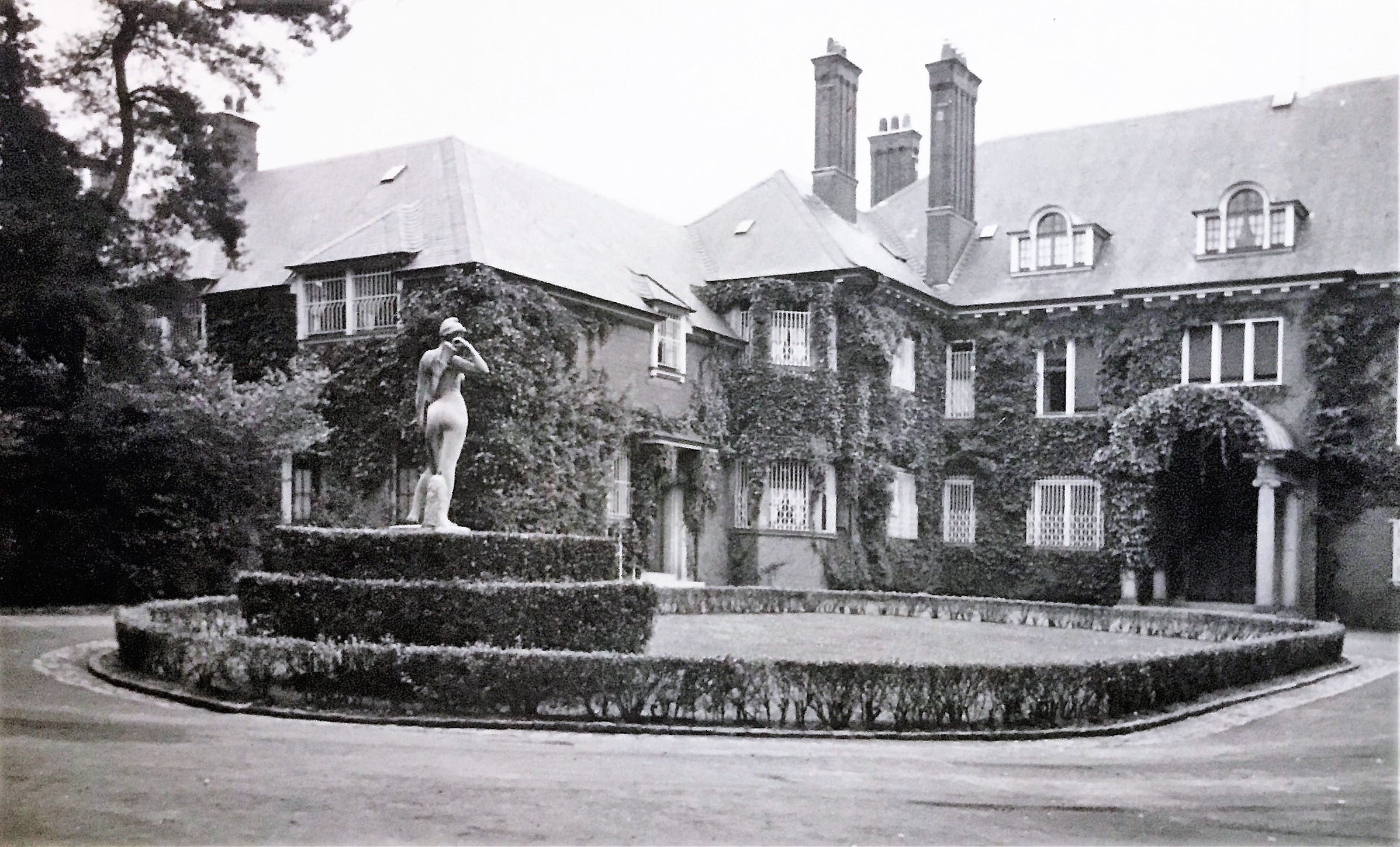
Vorfahrt der Villa Fritz Thyssen

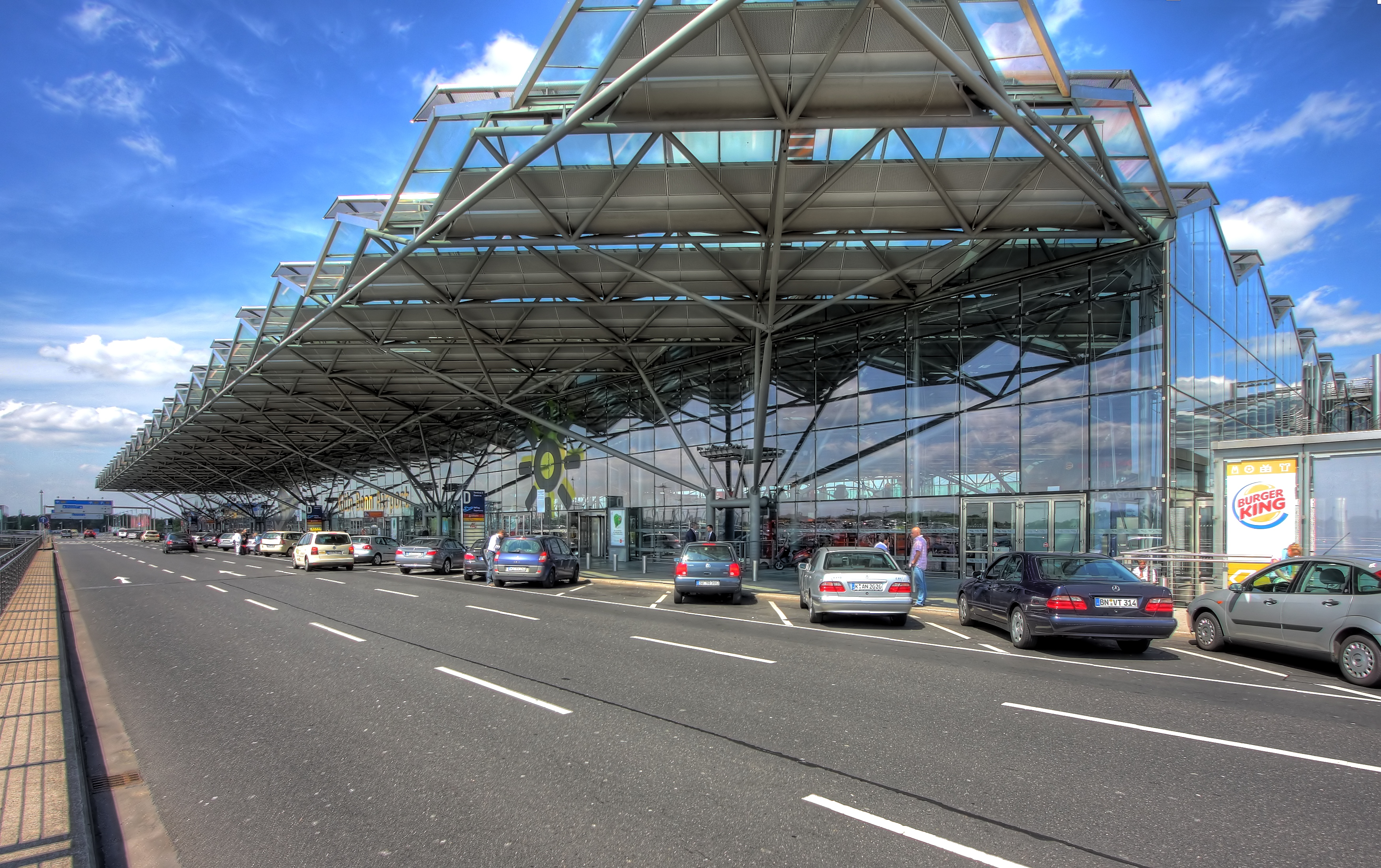
Vorfahrt der Abflugebene am T2, Flughafen Köln/Bonn

Eine Vorfahrt, historisch auch Kutschenvorfahrt oder Wagenvorfahrt, ist häufig ein repräsentativer Haltebereich für Kutschen, Personenkraftwagen und Busse vor dem Hauptportal von Häusern, Villen, Hochhäusern, Terminals oder Hotels, wo Gäste bzw. Besucher auf kürzestem Wege vom Fahrzeug in das Gebäude wechseln bzw. umgekehrt.
In der Regel ist die Vorfahrt ein einspuriger Wegabschnitt oder eine Art Kreisverkehr auf einem Privatgelände, die unbeschildert nur in eine Richtung befahren wird.
Die Fahrtrichtung ist in der Regel so gewählt, dass im Haltebereich die Beifahrerseite dem Gebäudeeingang zugewandt ist.
Dazu wird die Zufahrt zur Vorfahrt intuitiv gestaltet, um Einfahrten in die falsche Richtung zu vermeiden.
In weitläufigem Gelände liegt die Vorfahrt häufig am Ende einer Auffahrt bzw. Zufahrt oder am Abzweig einer Zufahrt zum Wirtschaftshof. Bei beengter Bebauung im urbanen Bereich ist eine Vorfahrt häufig nur durch einen Gehsteig von der Straße getrennt. Besonders eng kann es vor Schulen werden, wenn Elternvorfahrt (siehe Elterntaxi), Busvorfahrt, Parkplätze und Gehwege konkurrieren. Bei großen Flughafenterminals sind die Abflugvorfahrt und die Ankunftsvorfahrt manchmal in verschiedenen Ebenen angesiedelt.
An Privathäusern wird häufig eine schmale Autovorfahrt vorgesehen, während für größere Fahrzeuge breitere Vorfahrten mit größeren Kurvenradien geplant werden.
Um den repräsentativen Eingangsbereich, in dem die Personen vorfahren bzw. abfahren, frei von parkenden Fahrzeugen zu halten,
- wird nur Aussteigen und Aufnehmen von Mitfahrern erlaubt, z. B. durch ein eingeschränktes Halteverbot oder vorgeschriebene Nutzung von Chauffeurdienstleistungen (Roter Teppich usw.)
- wird Personal für einen Parkservice bereitgestellt, der die verlassenen Fahrzeuge zu weiter entfernten Parkmöglichkeiten überführt und auf Wunsch zeitnah wieder zum Eingang bzw. Portal zurückbringt. In Anlehnung an die US-amerikanische Bezeichnung wird dieser Gästeservice auch Valet-Parken genannt.

## Überdachte Vorfahrt
Eine überdachte Vorfahrt unterbindet den Einfluss von störenden Elementen wie Sonne (Hitze), Regen, Schnee oder Eis im Eingangsbereich. Dadurch wird Gästen bzw. Besuchern ein erhöhter Komfort, Sicherheit sowie Privatsphäre geboten. Darüber hinaus benötigt auch das Personal keine wetterabhängige Schutzbekleidung, die den repräsentativen Gesamteindruck stören würde.

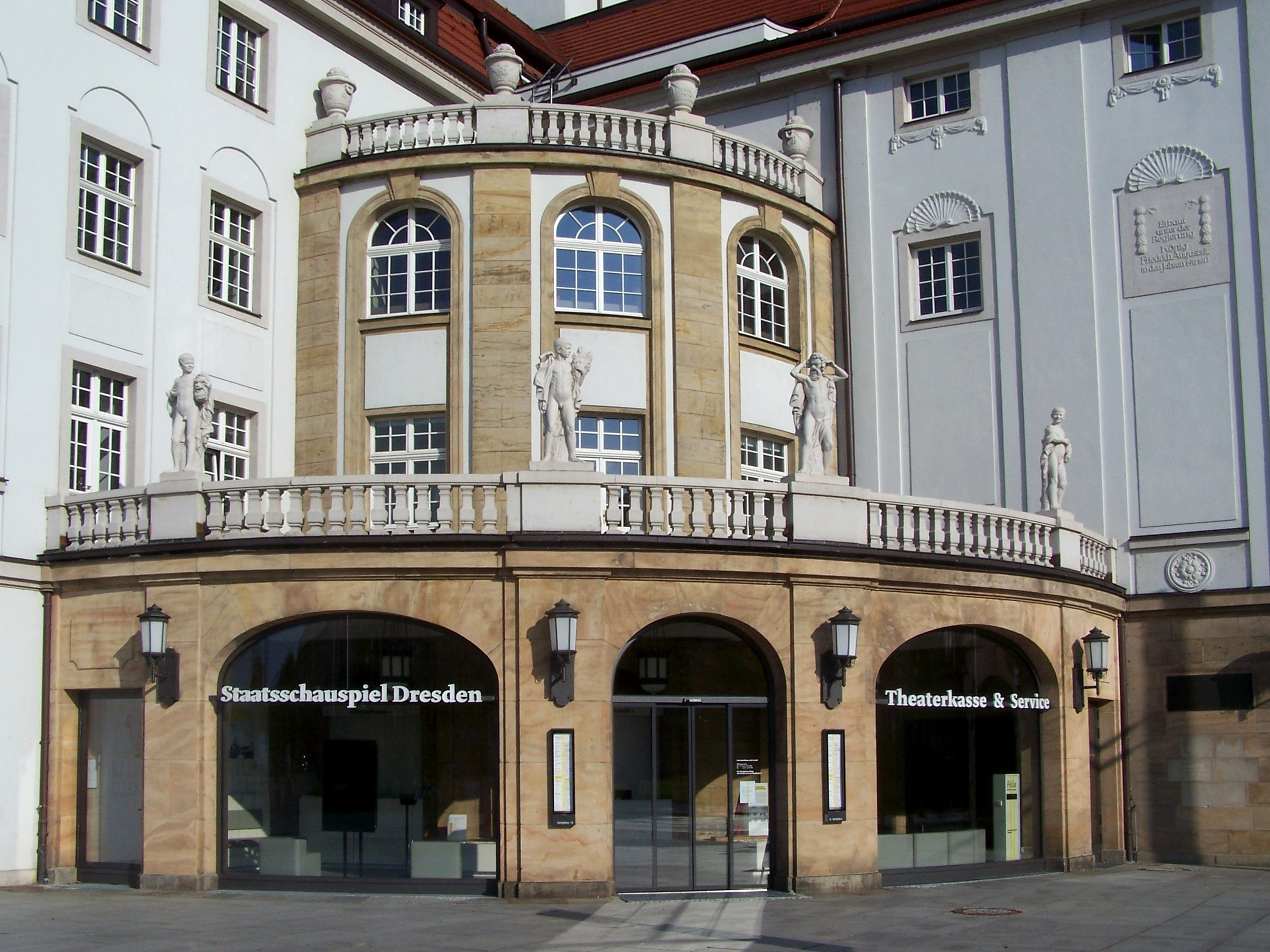
Ehemalige überdachte königliche Vorfahrt am Schauspielhaus Dresden
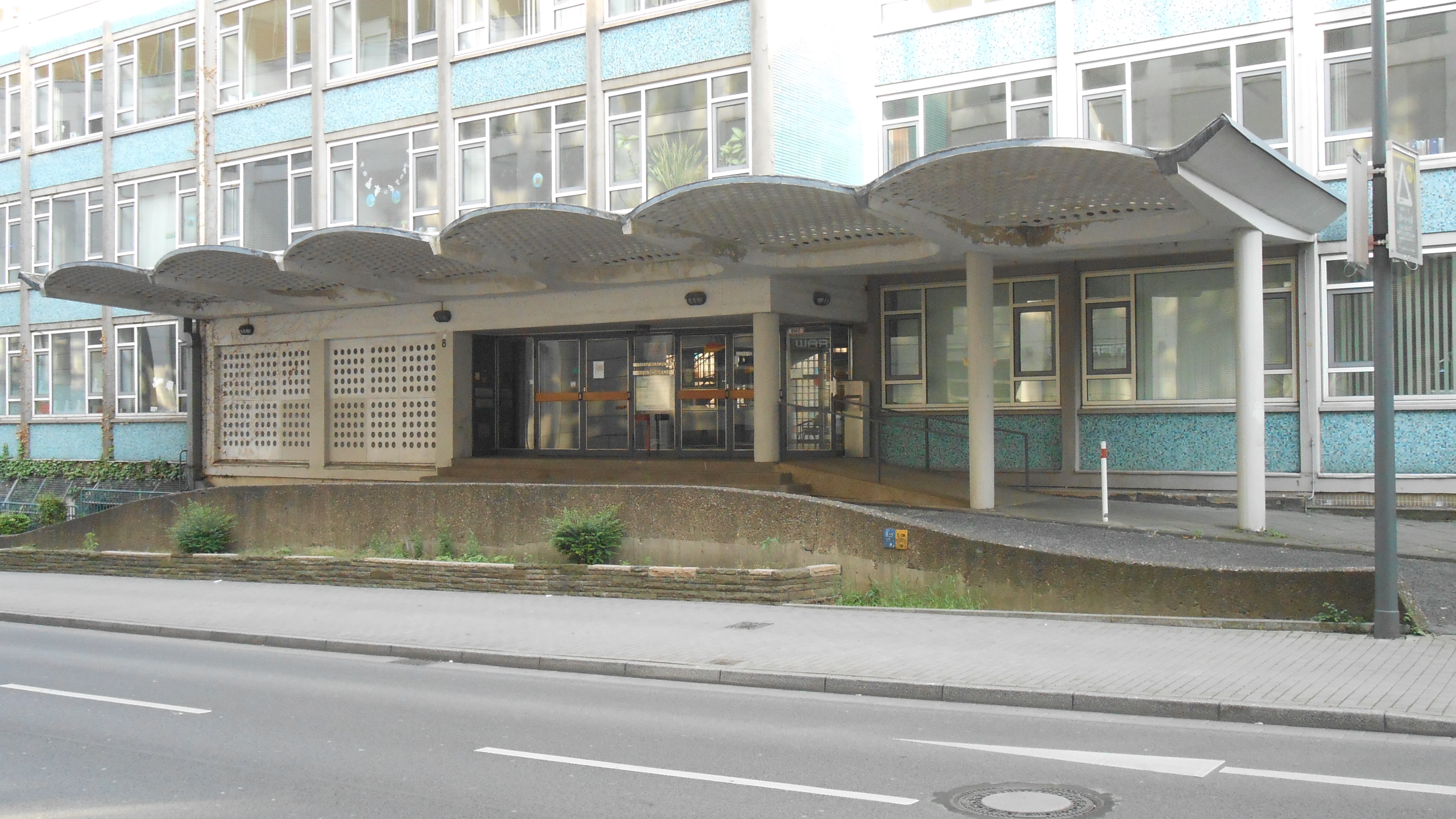
Überdachte Vorfahrt am Gesundheitshaus Dortmund im Stil der 50er Jahre von Will Schwarz
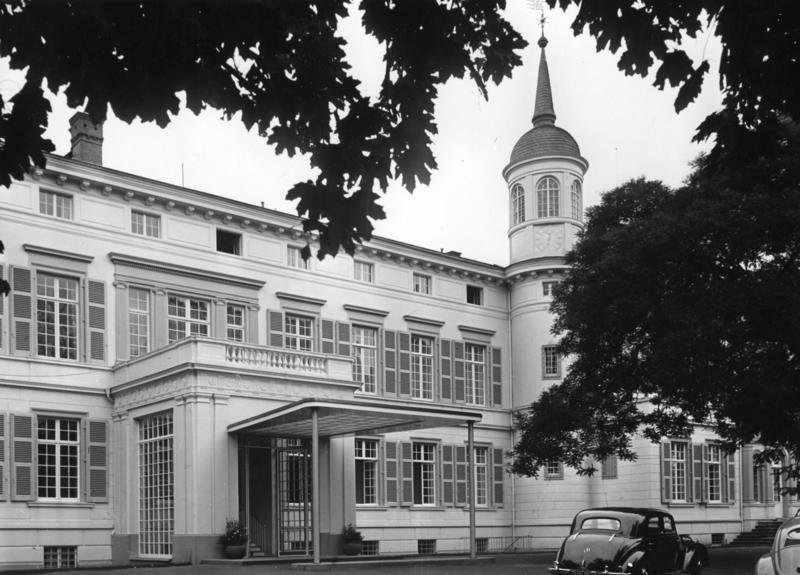
Zur Vorhalle umgebaute alte überdachte Vorfahrt und moderner Ersatz am Palais Schaumburg, entworfen von Hans Schwippert 1949/50
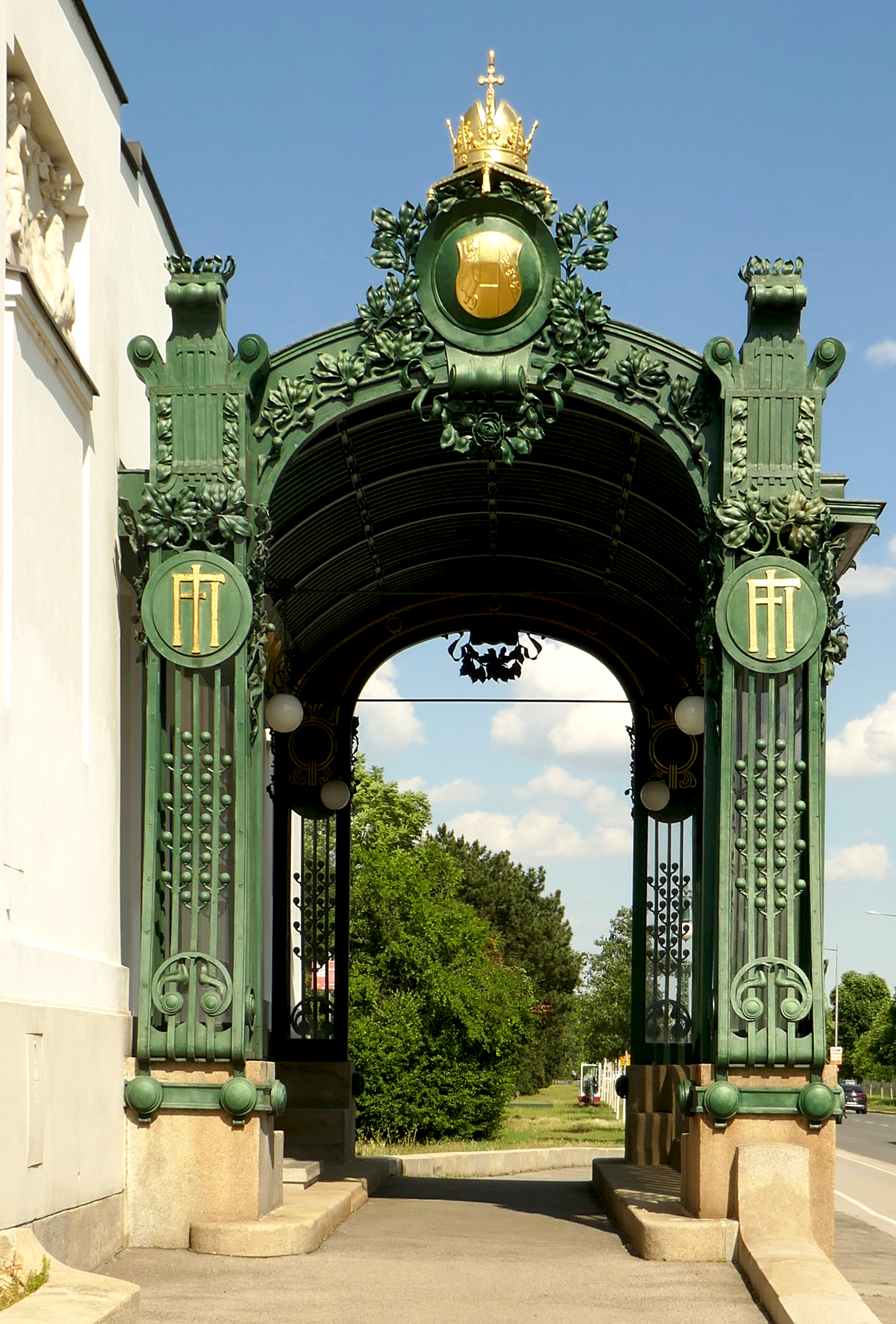
Vorfahrt des kaiserlichen Hofpavillons Hietzing in Wien von 1898, entworfen von Otto Wagner